# Juan Fernandes Pinto
Juan Fernandes Pinto (Argentina, 7 de julio de 2005) es un futbolista argentino que se desempeña como volante central en el Club Ferro Carril Oeste de la Primera B Nacional de Argentina.

## Trayectoria

### Ferro
Realizó todas las divisiones inferiores en el club de Caballito, donde llegó a ser convocado para el banco de suplentes del equipo el 22 de julio de 2023, partido en el que no ingresa. Vuelve a ser convocado al banco sin ingresar contra Chacarita Al ser convocado al banco en por tercera vez se termina dando su debut al ingresar en el segundo tiempo en lugar de Pablo Palacios. En total disputaría 1 solo partido en el Campeonato de Primera Nacional 2023.
De cara al Campeonato de Primera Nacional 2024 continúa en el equipo ya integrado al plantel profesional. En mayo se da su debut como titular como 5 titular. En Julio firma su primer contrato que lo vincularía al club hasta diciembre del 2026.

## Estadísticas
Actualizado al 28 de octubre de 2024

| Ferro Argentina | 2.ª           | 2023          | 1  | 0 | — | — | — | — | 1  | 0 | 0 |
| Ferro Argentina | 2.ª           | 2024          | 17 | 0 | — | — | — | — | 17 | 0 | 0 |
| Ferro Argentina | Total         | Total         | 18 | 0 | 0 | 0 | 0 | 0 | 18 | 0 | 0 |
| Total carrera | Total carrera | Total carrera | 18 | 0 | 0 | 0 | 0 | 0 | 18 | 0 | 0 |
| (1) La copa nacional se refiere a la Copa Argentina y Supercopa Argentina . (2) La copa internacional se refiere a la Copa Sudamericana, Recopa Sudamericana, Copa Libertadores y Copa Suruga Bank. |               |               |    |   |   |   |   |   |    |   |   |